# Paul Schultze-Naumburg
Paul Schultze-Naumburg (10 juin 1869 – 19 mai 1949) est un architecte allemand qui fut estimé par l'Allemagne wilhelminienne. Il fut par la suite critique et adversaire de l'architecture moderne de l'Allemagne nazie, en tant que défenseur de l'architecture néogermanique (Heimatschutzstil) méprisée par les architectes officiels. Pourtant, de même qu'Alexander von Senger, Eugen Hönig (de), Konrad Nonn (de) ou German Bestelmeyer, Schultze-Naumburg fut un membre de l'organisation appelée Kampfbund deutscher Architekten und Ingenieure (KDAI), unité de propagande para-gouvernementale du parti national-socialiste. Il figure sur la Sonderliste de la Gottbegnadeten-Liste.

## Biographie
Schultze-Naumburg est né à Almrich (aujourd'hui intégré à Naumbourg) en province de Saxe, et au début du XXe siècle se fait connaître comme peintre et architecte, notamment en concevant Cecilienhof pour la Maison Hohenzollern. 
Après ses études, il entreprend des voyages d'études en France et en Italie et, à partir de 1894, travaille comme rédacteur pour la revue Der Kunstwart. Il y publie des articles sur la peinture, l'art et la réforme des modes de vie. En 1901, paraît « Die Kultur des weiblichen Körpers als Grundlage der Frauenkleidung, », qui contribue à la réforme du vêtement féminin et à l'abolition du corset. Avec Henry van de Velde et Anna Muthesius, il participe activement à la création de vêtements féminins d'inspiration artistique,.
Avant la Première Guerre mondiale, il écrit des articles et des livres condamnant l'art et l'architecture moderne en termes racistes, il fournit ainsi à Adolf Hitler les bases de ses théories dans lesquels la Grèce classique et le Moyen Âge sont les vraies sources de l'art aryen. Schultze-Naumburg écrit des livres comme Die Kunst der Deutschen. Ihr Wesen und ihre Werke (L'Art des Allemands. Son caractère et ses productions) ou Kunst und Rasse (Art et race), ce dernier publié en 1928 dans lequel il avance que seuls les artistes « racialement purs » peuvent produire un art sain qui maintient les idéaux intemporels de la beauté classique, tandis que les artistes modernes racialement « métissés » font la preuve de leur infériorité et de corruption en produisant des œuvres difformes. Pour preuve il y reproduit des exemples d'art moderne à côté de photographies de personnes avec des difformités et des maladies, renforçant graphiquement l'idée de modernité en tant que maladie.
Schultze-Naumburg meurt à Iéna en 1949.

## Quelques œuvres

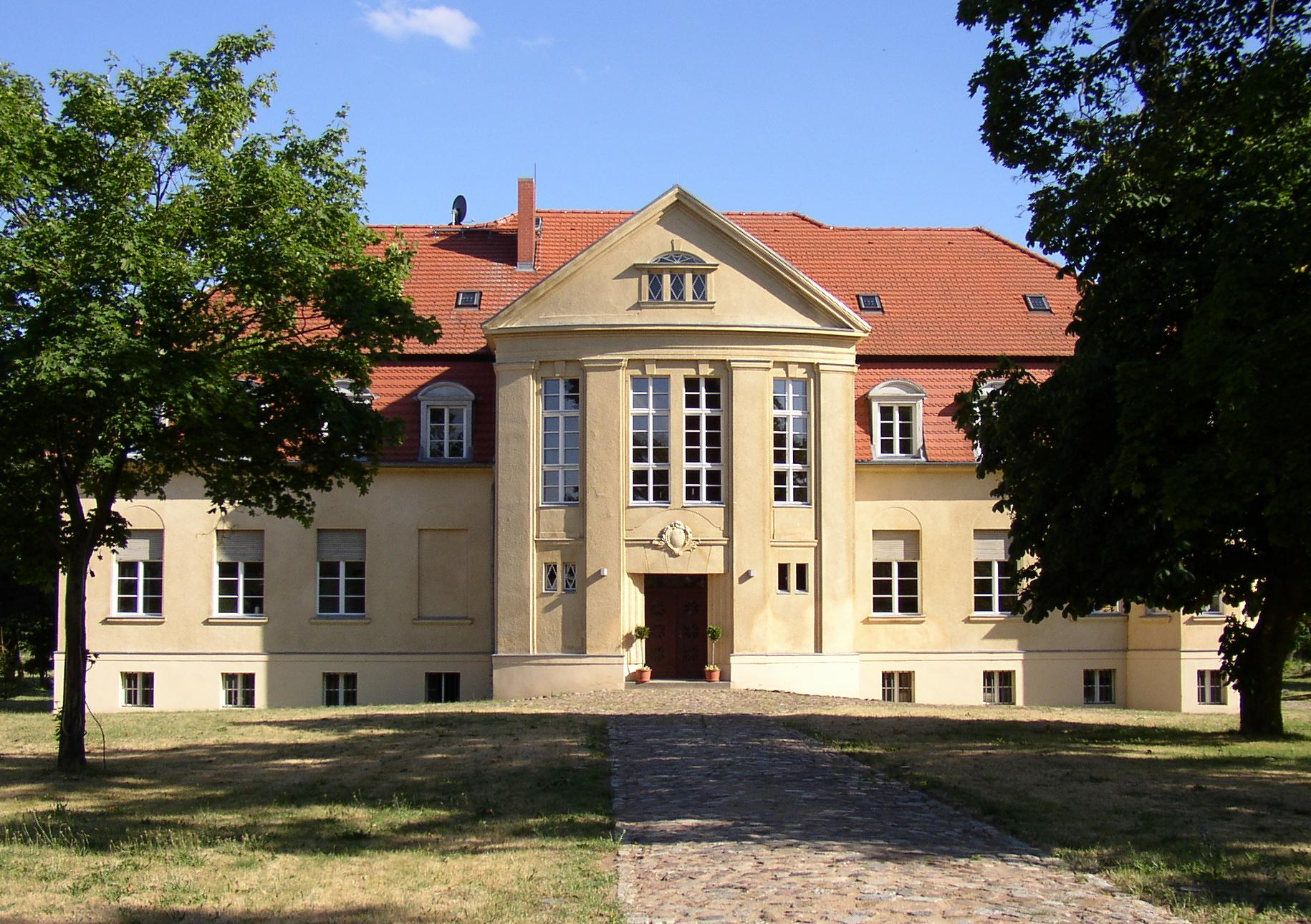
Manoir de Grabow (1912-1914) dans le Brandebourg

- Château de Bahrendorf
- Château de Cecilienhof
- Château de Freudenberg
- Château de Hackhausen